# Lũ lụt châu Âu 2013
Lũ lụt đang diễn ra ở Trung Âu bắt đầu sau nhiều ngày mưa lớn vào cuối tháng 5 và đầu tháng 6 năm 2013. Ngập lụt và thiệt hại đã bị ảnh hưởng chủ yếu phía nam và phía đông nước Đức (các bang Thuringia, Saxony, Saxony-Anhalt, Niedersachsen, Bayern và Baden-Württemberg), Cộng hòa Séc (Bohemia) và Áo. Thụy Sĩ, Slovakia, Belarus, Ba Lan và Hungary đã bị ảnh hưởng đến một mức độ thấp hơn. Đỉnh lũ sau đó chuyển xuống sông Elbe và lưu vực thoát Danube và các nhánh, dẫn đến nước cao và lũ lụt dọc theo các bờ đất.

## Hậu quả
Một số thành phố của Đức bao gồm Chemnitz, Passau và Rosenheim, đưa ra cảnh báo thiên tai. Trung tâm lịch sử của Passau, nơi ba con sông hội tụ, nằm dưới nước vào ngày 1 tháng 6. Ở Passau mực nước đạt 12,85 m (42,2 ft), mực tràn nước lũ được ghi nhận cao nhất trong lịch sử.
Ở bang Saxony, thành phố cổ Grimma nằm dưới một mét nước. Trong khu vực xung quanh thành phố Leipzig, khoảng 6.000 người đã phải sơ tán. Các nhà chức trách lo ngại về dòng sông Elbe, ở Dresden một trong những cây cầu bắc qua sông đã bị đóng cửa đối với giao thông. Ở bang Saxony-Anhalt, sông Saale cũng dâng cao đáng quan ngại, với các quan chức lo ngại rằng nó có thể tăng lên cao hơn so với năm 2002. Tại thành phố Magdeburg, chính quyền tuyên bố tình trạng khẩn cấp và cho biết họ dự kiến các sông Elbe dâng tăng cao hơn so mức với năm 2002.
Vận chuyển tàu bè đã được tạm dừng trên các sông Rhine, Main và sông Neckar, trong khi các tuyến đường sắt giữa Munich và thành phố Salzburg của Áo cũng đã bị tạm dừng. Đi lại bằng tàu bè ở dải đất Áo nằm ven sông Donau tạm ngưng.
Ít nhất năm người đã thiệt mạng tại Cộng hòa Séc, một số người khác mất tích ở Đức và Thụy Sĩ (tính đến ngày 02 tháng 6 năm 2013). Một người đàn ông chết ở Áo sau một trận lở đất do lũ lụt gây ra.
Trong thủ đô Praha của Cộng hòa Séc, một số bộ phận của tất cả ba tuyến tàu điện ngầm (bao gồm cả một phần của tuyến A chạy qua trung tâm lịch sử của thành phố) đã bị đóng cửa. Phương tiện quá cảnh chuyển thay thế dưới dạng xe buýt và xe điện đặc biệt. Nước lũ bao phủ các nơi đi dạo dọc theo Vltava, tại thời điểm ngày 3 tháng 6 chảy với tốc độ 3.000 m3/s (110.000 cu ft/s), compared to the almost 5.000 m3/s (180.000 cu ft/s) (1,320,000 gallons/s) in the devastating floods of 2002. Máy móc hạng nặng đã được đưa vào để bảo vệ các di tích lịch sử cầu Charles trong thành phố, khi một máy đào với tầm với dài 17 m được sử dụng để xóa các mảnh vỡ tích tụ tại cây cầu. 1.000 binh lính từ quân đội Séc đã được huy động đến để giúp đỡ xây dựng tuyến phòng thủ lũ  lính cứu hỏa đã giúp sơ tán hơn 7.000 người vào ngày 2-ngày 3 tháng 6 khỏi các khu vực ảnh hưởng bởi lũ lụt, trong khu vực trung tâm, phía bắc và tây Bohemia, kể cả một số khu vực thủ đô Cộng hòa Séc. Ở Praha, Hostivar và các khu dân cư Záběhlice ở phía đông nam của thành phố bị ngập nước. Hàng trăm ngôi nhà trong Modřany và Zbraslav ở phía nam của thành phố cũng đã được sơ tán trong khi một số người trong Lahovice và Velká Chuchle đã được cứu bằng trực thăng. những con hổ tại sở thú Praha đư di dời khỏi nơi nhốt chúng khi có nguy cơ bị ngập lụt. chính phủ Czech tuyên bố một tình trạng khẩn cấp trong bảy khu vực của nước, bao gồm Prague, để ứng phó với lũ lụt. Petr Nečas, thủ tướng Séc, ngày 4 tháng 6 đã thông báo rằng chính phủ sẽ chi 4 tỷ CZK (tương đương 155 triệu euro, hay 133 triệu bảng, hay 203 triệu đô la Mỹ) từ dự trữ nhà nước để sửa chữa hư hỏng. Hơn 19.000 người đã được sơ tán tại Cộng hòa Séc (tính đến ngày 05 tháng 6 năm 2013).
Budapest và Bratislava và các thành phố khác dọc sông Donau đã ban hành các công tác chuẩn bị khẩn cấp. Tại Bratislava, sông Danube đạt đỉnh với lưu lượng dòng chảy khối 10.530 m3/s (372.000 cu ft/s), đó là lưu lượng dòng chảy cao nhất từng được ghi nhận trong Bratislava. Tại Hungary, Thủ tướng Chính phủ Viktor Orbán tuyên bố tình trạng khẩn cấp ở một số khu vực dọc theo sông Donau, được dự kiến sẽ đạt mức cao nhất 05 tháng sáu tại các khu vực phía tây và nhấn Budapest cuối tuần sau. Ông công bố chính phủ đã huy động 8.000 binh sĩ, 8.000 nhân viên trường hợp khẩn cấp, 1.400 các chuyên gia quản lý nước và 3.600 nhân viên cảnh sát để đối phó với tình hình

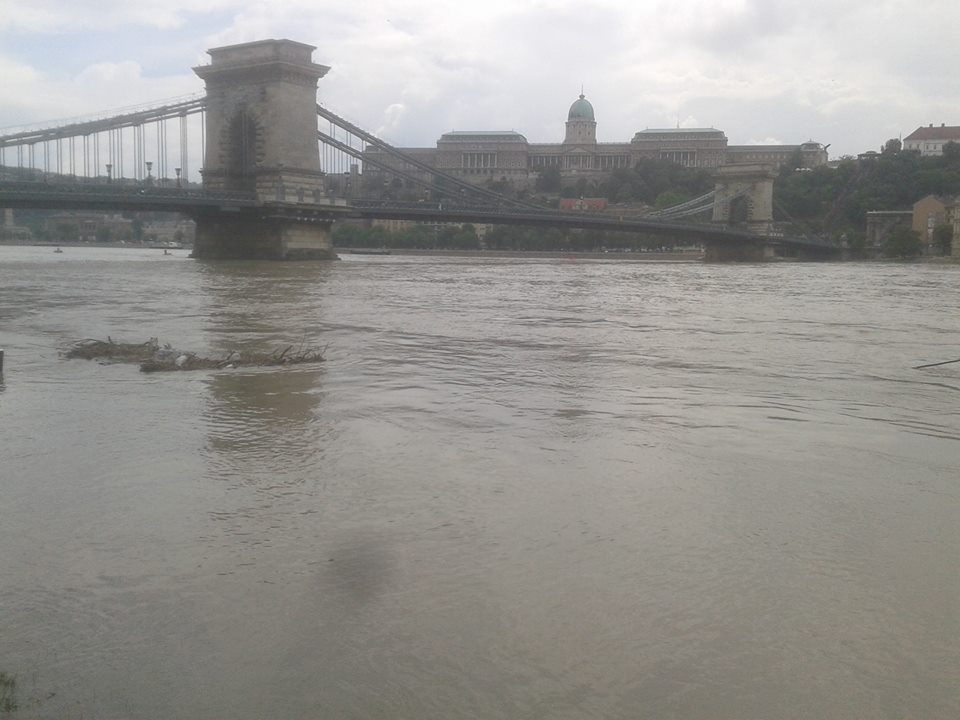
Lũ ở Budapest, Hungary ngày 5 tháng 6 năm 2013

trung tâm khí tượng Áo (ZAMG) cho biết Áo đã trải qua thời gian nhiều mưa nhiều trong hai như lượng mưa bình thường trong hai tháng, vào đầu tháng Sáu. Các tuyến đường xe lửa trong nhiều khu vực của về phía tây bắc Áo đã bị ngưng trệ ngày 1 tháng 6 do sạt lở đất theo Đường sắt liên bang Áo. Các thị trấn của Ettenau đã được sơ tán, trong khi một trong người trong Sankt Johann im Pongau gần Salzburg đã bị kẹt trong một tình trạng lở đất và đã chết.